# Viviane Morales
Viviane Aleyda Morales Hoyos (Bogotá, Colombia, 17 de marzo de 1962) es una abogada y política colombiana. 
Ha sido representante a la cámara de representantes, senadora de la República, y fiscal general de la nación siendo la primera mujer en ocupar este cargo. En 2018 lanzó su campaña para las elecciones presidenciales por el partido Somos Región Colombia, sin embargo renunció a su aspiración el 2 de mayo de 2018. Fue embajadora de Colombia en Francia durante el gobierno de Iván Duque desde el 1 de noviembre de 2018 hasta el 24 de mayo de 2021.Actualmente se desempeña como columnista en el periódico colombiano El Tiempo.

## Vida personal
Morales es hija de Israel Morales Portela, abogado nacido en Purificación, Tolima y Aleyda Hoyos, natural de La Dorada, Caldas. Tiene una hermana llamada Nadia. A los 17 años abandonó el catolicismo y se convirtió al cristianismo protestante.
En la década de 1980 se casó con el reverendo cristiano Luis Gutiérrez, con quien tuvo tres hijos: Gabriela (1988), Esteban (1993) y Sara (1995). Morales y Gutiérrez se divorciaron a finales de los años 1990.
En diciembre del 2000, Morales se casó con Carlos Alonso Lucio, un exguerrillero del M-19 y exasesor de las Autodefensas Unidas de Colombia. En 2008 se divorciaron por primera vez, pero en 2011 se volvieron a casar en la notaría 48 de Bogotá, lo cual generó una fuerte polémica nacional. En 2020 se divorciaron por segunda vez, dando por finalizada su relación.
En 2001, durante una operación de trasplante de córnea, Morales fue infectada por una bacteria de quirófano (Serratia marcescens). A pesar de las fuertes dosis de antibióticos no fue posible erradicarla. Para evitar que se expandiera al cerebro fue necesario extraerle el ojo izquierdo.

## Educación
Morales recibió su educación básica en el Colegio del Santo Ángel de la Guarda. Inició sus estudios de derecho a los 15 años de edad en la Universidad del Rosario, donde alcanzó la designación de «colegial de número», una de las más altas distinciones académicas de la Universidad. Se graduó como abogada en 1984.
Ese mismo año se mudó a Francia, donde obtuvo el Diploma de Estudios Aprobados en Derecho Público (Diplôme d´Études Approfondies en Droit Public) con la mención assez bien en la Universidad de París II-Panthéon-Assas en 1985.Habla español, inglés y francés.

## Trayectoria Profesional
Morales empezó su carrera profesional en 1983 como asistente del secretario de gobierno de la Alcaldía de Bogotá. Entre 1988 y 1990 trabajó como asesora y viceministra encargada del Ministerio de Desarrollo Económico de Colombia.
Ha sido profesora de las universidades de Nuestra Señora del Rosario en el área de derecho constitucional colombiano; en la Universidad Nacional de Colombia, en la maestría de derecho público; profesora de derecho constitucional en la Universidad Jorge Tadeo Lozano, en la especialización de Gobierno y Gestión Pública, en el área de descentralización en Colombia y profesora de Instituciones políticas en la Universidad Externado de Colombia.[cita requerida]
También ha sido presidenta de las juntas directivas de Artesanías de Colombia, zonas francas de Barranquilla, Cartagena, Rionegro, Palmaseca, Buenaventura y Santa Marta.

### Congreso de la República
Morales fue elegida para pertenecer a la Cámara de Representante en dos periodos (1991-1994 y 1994-1998); posteriormente fue elegida como senadora para el periodo 1998-2002. En las elecciones legislativas de 2014 se presentó nuevamente como candidata al Senado, obteniendo de nuevo un escaño en representación del Partido Liberal. 
Participó en el proceso judicial conocido como Proceso 8 mil, que investigó la presunta financiación del narcotráfico a la campaña presidencial de Ernesto Samper, quien luego de la campaña presidencial resultó elegido en las elecciones de 1994. Morales fue una de los 108 representantes que votaron por la absolución del presidente Samper tras vencimiento de términos. Por la votación fue acusada de prevaricato, pero entuteló la acusación en la Corte Constitucional y fue absuelta con el alegato de que "el voto parlamentario es inviolable".
En el Senado ha hecho parte de la Comisión Primera que maneja temas legales y constitucionales. Morales fue una de los congresistas artífices de las siguientes leyes:
- Ley de Cuotas. Ley que obliga a la administración pública a tener una cuota del 30% de mujeres en los cargos.
- Ley Estatutaria de Libertad Religiosa o Ley de libertad de cultos.
- Ley de acciones populares.
- Ley de extinción de dominio.
- Ley estatutaria de partidos políticos.

En el 2016, Viviane Morales presentó un fracasado y polémico proyecto de ley de referendo que tenía como objetivo que todas las adopciones fueran realizadas por un pareja conformada por un hombre y una mujer. De haber sido aprobado dicho proyecto, las parejas homosexuales y las personas solteras, incluso las personas heterosexuales solteras, ya no hubieran podido adoptar. Dicho referendo hubiera entrado en conflicto con la Sentencia C-682/15 de la Corte Constitucional, la cual legalizó la adopción por parte de parejas homosexuales en Colombia. El proyecto de referendo de Viviane Morales fracasó y no se realizó, al haber sido rechazado por la Cámara de Representantes el 10 de mayo de 2017.

### Comisión de notables
Tras las elecciones legislativas de 2006, Morales no logró renovar la curul en el congreso, obtuvo tan solo 7 mil votos en representación nuevamente del Partido Liberal. Por la labor que había desempeñado en el Congreso fue considerada cercana al entonces presidente Álvaro Uribe, quien la nombró en la Comisión de Notables que definiría los lineamientos para la reforma política cuando estalló el escándalo de la parapolítica, en el que muchos militantes del Uribismo fueron asociados con grupos ilegales paramilitares de las Autodefensas Unidas de Colombia (AUC). El nombramiento fue criticado por Carlos Arturo Piedrahíta porque Morales presuntamente tenía conflicto de interés al tener contratos del Estado, pero no fue comprobado.

### Periodismo
En el año 2009, Morales ingresó como periodista a Caracol Radio. Durante un programa en vivo, Morales afirmó que no estaba de acuerdo con la segunda reelección del presidente Uribe, ya que en Colombia existe "un sistema presidencial".

### Fiscal General de la Nación
El 3 de noviembre de 2010, el presidente Juan Manuel Santos presentó ante la Corte Suprema de Justicia la terna conformada por Viviane Morales, el exministro de Defensa Juan Carlos Esguerra Portocarrero y el exprocurador general de la nación Carlos Gustavo Arrieta, para que de ella se escogiera al nuevo fiscal general de la nación.
El 1 de diciembre de 2010, Morales fue seleccionada como Fiscal tras una votación realizada por los 18 magistrados que en ese momento conformaban la Corte Suprema de Justicia, convirtiéndose en la primera mujer en ocupar dicho cargo. Asumió el cargo de Fiscal General de la Nación el 12 de enero de 2011.
Su elección como fiscal fue anulada por el Consejo de Estado en febrero de 2012 y en razón de ello presentó su renuncia en marzo del mismo año.

#### Caso Interceptaciones Ilegales del D.A.S.
El 29 de enero de 2011, la Fiscal General de la Nación, citó a interrogatorio al director del Departamento Administrativo de Seguridad (DAS), Felipe Muñoz Gómez, dentro del proceso que se adelanta por las interceptaciones ilegales en el que se busca determinar el grado de participación del citado dentro del escándalo por las denominadas ‘chuzadas’ del DAS contra magistrados, políticos de la oposición y periodistas.
El 27 de abril de 2011, la Fiscalía General de la Nación radicó ante el Tribunal Superior de Bogotá la solicitud de audiencia de imputación de los cargos concierto para delinquir, violación ilícita de comunicaciones, abuso de función pública, prevaricato por acción, y falsedad ideológica en documento público contra la exdirectora del DAS, María del Pilar Hurtado y el exsecretario general de la Presidencia Bernardo Moreno. Dicha decisión ya había sido tomada por su antecesor, el exfiscal general Guillermo Mendoza Diago, el 26 de noviembre de 2010, pero luego fue suspendida para dejar el caso en manos de la fiscal Viviane Morales, quien tomó de nuevo la decisión valorando como delito adicional a imputar, el de prevaricato. El 18 de mayo de 2011, la Fiscal solicitó cobijar a Moreno y a Hurtado con medida de aseguramiento privativa de la libertad.

#### Caso Agro Ingreso Seguro
El 13 de junio de 2011, la Fiscal General, anunció que presentaría solicitud de imputación ante el Tribunal Superior de Bogotá contra el exministro de Agricultura Andrés Felipe Arias por el escándalo de los subsidios otorgados dentro del programa "Agro Ingreso Seguro" con medida de aseguramiento. En la audiencia pública, la Fiscalía imputó cargos por los delitos de: contratos sin cumplimiento de requisitos legales y peculado por apropiación a favor de terceros.
Morales afirmó que aparte de Arias, actualmente son investigados cincuenta personas más entre servidores públicos, contratistas y particulares que fueron beneficiarios del programa Agro Ingreso Seguro (AIS). Andrés Felipe Arias fue condenado a 17 años de prisión, pero huyó a Estados Unidos donde fue capturado y está detenido a la espera de su extradición.

#### Anulación de su elección como fiscal
Por demanda de un ciudadano en febrero de 2012 el Consejo de Estado anuló la elección de Morales como Fiscal General de la Nación.
La demanda alegaba que la elección de la Fiscal en diciembre de 2010 de una terna de candidatos presentada por Santos fue nula porque se dio con menos votos que la tercera de los 23 magistrados de ese alto tribunal, como lo indica la ley. En diciembre de 2010, cuando la Sala Plena de la Corte se reunió para elegir al Fiscal General de la Nación, en la corporación solo había 18 de los 23 magistrados que normalmente integran sus tres salas. El magistrado Jaime Arrubla, presidente de la Corte, propuso a los demás jueces elegir al Fiscal con las dos terceras partes de los votos que en ese momento había en el tribunal, es decir, sobre un total de 18. Al final, Morales fue elegida con 14 votos, cuando según la ley requería un mínimo de 16.

### Candidatura presidencial de 2018
El día 15 de enero de 2018, anunció su candidatura presidencial para el periodo 2018-2022 por el partido con personería jurídica Somos Región Colombia, renunciando a su vez al Partido Liberal y a la curul que tenía en el senado. Su fórmula vicepresidencial es Jorge Leyva Durán. Fue invitada para hacer parte de la "Gran Coalición por Colombia" en la que participaron Iván Duque, Marta Lucía Ramírez y Alejandro Ordóñez, pero Viviane no aceptó presentarse a esa consulta sino mantenerse en la carrera presidencial de manera independiente.
La inscripción formal ante la Registraduría la realizó el 20 de febrero.
El CNE aprobó finalmente su candidatura el 11 de abril, 46 días antes de las elecciones.
Sin embargo, Morales renunció a su aspiración el 2 de mayo de 2018, y apoyó al candidato Iván Duque, apelando a múltiples ataques hechos a su persona y a diversas obstrucciones por parte del sistema electoral colombiano.